# Panagiota Kastrouni
Panagiota Kastrouni es una deportista griega que compitió en triatlón. Ganó una medalla de plata en el Campeonato Africano de Triatlón de 2004.

## Palmarés internacional
| Campeonato Africano | Campeonato Africano  | Campeonato Africano | Campeonato Africano |
| Año                 | Lugar                | Medalla             | Prueba              |
| ------------------- | -------------------- | ------------------- | ------------------- |
| 2004                | Laanbang (Sudáfrica) | Medalla de plata    | Individual          |

1. ↑  En algunas ediciones del Campeonato Africano se permitió la participación de triatletas de otros continentes.